# Süper Lig
Die Süper Lig (Eigenschreibweise SüperLig; deutsch Super Liga; seit 2023 durch Namenssponsoring auch Trendyol Süper Lig genannt) ist die höchste professionelle Spielklasse im türkischen Männerfußball. Sie wurde nach Beschluss des türkischen Fußballverbandes 1959 eingeführt.
In der Süper Lig werden im Ligasystem, bei dem jeder Verein in Hin- und Rückspielen gegen jeden anderen Verein antritt, der Türkische Fußballmeister sowie die Teilnehmer der Europapokalwettbewerbe ausgespielt. Die letzten drei Mannschaften steigen in die TFF 1. Lig ab.
Von den mittlerweile 76 teilnehmenden Vereinen konnten bisher sechs Mannschaften die Meisterschaft in der Süper Lig gewinnen: Galatasaray Istanbul (25 Titel), Fenerbahçe Istanbul (19 Titel), Beşiktaş Istanbul (16 Titel), Trabzonspor (sieben Titel), Bursaspor und Istanbul Başakşehir FK (ein Titel). Türkischer Meister der abgelaufenen Saison 2024/25 wurde Galatasaray.

## Modus
| Zeitraum        | Teams |
| --------------- | ----- |
| 1959            | 16    |
| 1959/60–1961/62 | 20    |
| 1962/63         | 22    |
| 1963/64         | 18    |
| 1964/65–1965/66 | 16    |
| 1966/67–1967/68 | 17    |
| 1968/69–1980/81 | 16    |
| 1981/82         | 17    |
| 1982/83–1984/85 | 18    |
| 1985/86–1986/87 | 19    |
| 1988/89         | 20    |
| 1989/90         | 19    |
| 1990/91–1993/94 | 16    |
| 1994/95–2019/20 | 18    |
| 2020/21         | 21    |
| 2021/22         | 20    |
| 2022/23         | 19    |
| 2023/24         | 20    |
| 2024/25         | 19    |
| ab 2025/26      | 18    |

Während eines Meisterschaftsjahres, das sich in eine Hin- und Rückrunde unterteilt, treffen alle 20 Vereine der Süper Lig anhand eines vor der Saison festgelegten Spielplans zweimal aufeinander; je einmal im eigenen Stadion und einmal im Stadion des Gegners. Eine Süper-Lig-Spielzeit mit ihren (derzeit) 38 Spieltagen erstreckt sich in der Regel von August bis Mai.
Die Mannschaft, die nach dieser doppelten Punktrunde den ersten Platz belegt, erhält für ein Jahr den Titel „Türkischer Fußball-Meister“. Die drei letztplatzierten Mannschaften müssen in die TFF 1. Lig absteigen, deren zwei erstplatzierte Mannschaften im Gegenzug direkt in die Süper Lig aufsteigen. Darüber hinaus finden seit der Saison 2005/06 Play-off-Spiele von dem Dritten bis Sechsten der TFF 1. Lig statt. Neben dem Türkischen Meister und den Absteigern werden über die Süper Lig auch die Teilnehmer an den europäischen Vereinswettbewerben ermittelt. Dabei bestimmt die UEFA-Fünfjahreswertung, welcher nationale Verband mit wie vielen Vereinen in der Champions League und in der UEFA Europa League vertreten ist und zu welcher Phase die Klubs in die Wettbewerbe einsteigen. Aufgrund der gegenwärtigen Platzierung der Türkei in der Fünfjahreswertung nimmt der Meister der Süper Lig an der Champions League teil. Der Vizemeister ist berechtigt zur Teilnahme an der 3. Qualifikationsrunde zur Champions League. Der Meisterschaftsdritte und -vierte sind ebenso wie der türkische Fußballpokalsieger für die Europa League qualifiziert. Sind beide Endspielteilnehmer des türkischen Pokals bereits über die Süper Lig für die Champions League oder die Europa League qualifiziert, nimmt der Tabellenfünfte an der Europa League teil. Zusätzlich können sich weitere Mannschaften über die Fair-Play-Wertung qualifizieren.
Nach jeder Partie erhält die siegreiche Mannschaft 3 Punkte (seit 1987, vorher 2 Punkte) und die besiegte 0 Punkte, bei einem Unentschieden jede Mannschaft 1 Punkt. Die erreichten Punkte einer Spielzeit werden addiert und ergeben so für jeden Spieltag eine aktuelle Rangliste der Vereine. Bei Punktgleichheit entscheidet das Gesamtergebnis aus den Partien gegeneinander über die Reihenfolge der Platzierung, bei gleicher Differenz zählt nicht die Anzahl der erzielten Auswärtstore. Sollten danach zwei Mannschaften immer noch gleichplatziert sein, entscheidet die Gesamttordifferenz aus der Saison. Falls auch das gleich ist, wird auf neutralem Platz ein Entscheidungsspiel ausgetragen. Dies war bisher in der Süper Lig jedoch noch nie der Fall.
Der Modus der Süper Lig wurde nach der ersten Saison 1959 vom Gruppenmodus zum heutigen Ligamodus umgeändert, seitdem ist er nahezu unverändert. Es schwankte nur die Zahl der teilnehmenden Vereine (16 bis 22) sowie die Anzahl der Abstiegsplätze (2 bis 4). Zeitweilig wurden auch Relegationsspiele zur Ermittlung eines Auf- und Absteigers ausgetragen. Die Drei-Punkte-Regel gilt seit der Saison 1987/88. Davor gab es für einen Sieg zwei Punkte und für ein Unentschieden einen Punkt. In der Saison 2011/12 wurde ein Play-off eingeführt, das jedoch nur für eine Spielzeit galt. Die Spielzeit 2020/21 wurde mit 21 Mannschaften ausgetragen. Die Saison 2021/22 wurde mit 20 Mannschaften ausgetragen.

### UEFA-Fünfjahreswertung
Platzierung in der UEFA-Fünfjahreswertung:
(in Klammern die Vorjahresplatzierung). Die Kürzel CL, EL und CO hinter den Länderkoeffizienten geben die Anzahl der Vertreter in der Saison 2026/27 der Champions League, der Europa League sowie der Conference League an.
- 08.  (08)  Belgien (Liga, Pokal) – Koeffizient: 56.850 – CL: 2, EL: 2, CO: 1
- 09.  (10)  Tschechien (Liga, Pokal) – Koeffizient: 44.100 – CL: 2, EL: 2, CO: 1
- 10.  (09)  Türkei (Liga, Pokal) – Koeffizient: 43.900 – CL: 2, EL: 1, CO: 2
- 11.  (14)  Norwegen (Liga, Pokal) – Koeffizient: 39.687 – CL: 2, EL: 2, CO: 1
- 12.  (15)  Griechenland (Liga, Pokal) – Koeffizient: 39.312 – CL: 2, EL: 2, CO: 1

Stand: Ende der Europapokalsaison 2024/25

## Geschichte

### Gründungsjahr (1959)
| Saison    |  | Süper Lig-Meister (SL)    |
| --------- |  | ------------------------- |
| 1959      |  | Fenerbahçe Istanbul       |
| 1959/60   |  | Beşiktaş Istanbul (3)     |
| 1960/61   |  | Fenerbahçe Istanbul (2)   |
| 1961/62   |  | Galatasaray Istanbul      |
| 1962/63   |  | Galatasaray Istanbul (2)  |
| 1963/64   |  | Fenerbahçe Istanbul (3)   |
| 1964/65   |  | Fenerbahçe Istanbul (4)   |
| 1965/66   |  | Beşiktaş Istanbul (4)     |
| 1966/67   |  | Beşiktaş Istanbul (5)     |
| 1967/68   |  | Fenerbahçe Istanbul (5)   |
| 1968/69   |  | Galatasaray Istanbul (3)  |
| 1969/70   |  | Fenerbahçe Istanbul (6)   |
| 1970/71   |  | Galatasaray Istanbul (4)  |
| 1971/72   |  | Galatasaray Istanbul (5)  |
| 1972/73   |  | Galatasaray Istanbul (6)  |
| 1973/74   |  | Fenerbahçe Istanbul (7)   |
| 1974/75   |  | Fenerbahçe Istanbul (8)   |
| 1975/76   |  | Trabzonspor               |
| 1976/77   |  | Trabzonspor (2)           |
| 1977/78   |  | Fenerbahçe Istanbul (9)   |
| 1978/79   |  | Trabzonspor (3)           |
| 1979/80   |  | Trabzonspor (4)           |
| 1980/81   |  | Trabzonspor (5)           |
| 1981/82   |  | Beşiktaş Istanbul (6)     |
| 1982/83   |  | Fenerbahçe Istanbul (10)  |
| 1983/84   |  | Trabzonspor (6)           |
| 1984/85   |  | Fenerbahçe Istanbul (11)  |
| 1985/86   |  | Beşiktaş Istanbul (7)     |
| 1986/87   |  | Galatasaray Istanbul (7)  |
| 1987/88   |  | Galatasaray Istanbul (8)  |
| 1988/89   |  | Fenerbahçe Istanbul (12)  |
| 1989/90   |  | Beşiktaş Istanbul (8)     |
| 1990/91   |  | Beşiktaş Istanbul (9)     |
| 1991/92   |  | Beşiktaş Istanbul (10)    |
| 1992/93   |  | Galatasaray Istanbul (9)  |
| 1993/94   |  | Galatasaray Istanbul (10) |
| 1994/95   |  | Beşiktaş Istanbul (11)    |
| 1995/96   |  | Fenerbahçe Istanbul (13)  |
| 1996/97   |  | Galatasaray Istanbul (11) |
| 1997/98   |  | Galatasaray Istanbul (12) |
| 1998/99   |  | Galatasaray Istanbul (13) |
| 1999/2000 |  | Galatasaray Istanbul (14) |
| 2000/01   |  | Fenerbahçe Istanbul (14)  |
| 2001/02   |  | Galatasaray Istanbul (15) |
| 2002/03   |  | Beşiktaş Istanbul (12)    |
| 2003/04   |  | Fenerbahçe Istanbul (15)  |
| 2004/05   |  | Fenerbahçe Istanbul (16)  |
| 2005/06   |  | Galatasaray Istanbul (16) |
| 2006/07   |  | Fenerbahçe Istanbul (17)  |
| 2007/08   |  | Galatasaray Istanbul (17) |
| 2008/09   |  | Beşiktaş Istanbul (13)    |
| 2009/10   |  | Bursaspor                 |
| 2010/11   |  | Fenerbahçe Istanbul (18)  |
| 2011/12   |  | Galatasaray Istanbul (18) |
| 2012/13   |  | Galatasaray Istanbul (19) |
| 2013/14   |  | Fenerbahçe Istanbul (19)  |
| 2014/15   |  | Galatasaray Istanbul (20) |
| 2015/16   |  | Beşiktaş Istanbul (14)    |
| 2016/17   |  | Beşiktaş Istanbul (15)    |
| 2017/18   |  | Galatasaray Istanbul (21) |
| 2018/19   |  | Galatasaray Istanbul (22) |
| 2019/20   |  | Istanbul Başakşehir FK    |
| 2020/21   |  | Beşiktaş Istanbul (16)    |
| 2021/22   |  | Trabzonspor (7)           |
| 2022/23   |  | Galatasaray Istanbul (23) |
| 2023/24   |  | Galatasaray Istanbul (24) |
| 2024/25   |  | Galatasaray Istanbul (25) |

Vor der Gründung der ersten gemeinsamen Fußballliga in der Türkei spielten die Mannschaften aus Istanbul, Izmir, Ankara, Eskişehir, Adana und Trabzon in ihren eigenen Regionen um Meisterschaften. Nachdem die türkische Fußballnationalmannschaft an der Fußball-Weltmeisterschaft 1954 in der Schweiz teilgenommen hatte, entschied sich der türkische Fußballverband für eine gemeinsame Liga. In den Jahren 1957 und 1958 wurde zunächst der Verbandspokal (Federasyon Kupası) ausgerichtet; der Sieger dieses Wettbewerbes nahm in der darauffolgenden Spielzeit am Europapokal der Landesmeister teil. Beide Spielzeiten beendete Beşiktaş Istanbul als Sieger. Am Europapokal der Landesmeister 1957/58 konnte Beşiktaş nicht teilnehmen, weil der türkische Fußballverband die Anmeldefrist bei der UEFA verpasst hatte. Diese beiden Titel wurden 2002 als Meistertitel für Beşiktaş anerkannt, die auch zu Meistersternen berechtigen, jedoch nicht als Teil der danach gegründeten Liga.
Für die Teilnahme an der ersten professionellen türkischen Fußballliga qualifizierten sich über die Platzierungen in den regionalen Ligen 16 Mannschaften: acht Mannschaften aus Istanbul und jeweils vier aus Ankara und Izmir.
Die 16 Gründungsmitglieder der Süper Lig waren schließlich:
- Aus Ankara: Ankara Demirspor, Gençlerbirliği, Hacettepe, MKE Ankaragücü
- Aus Istanbul: Adalet SK, Beşiktaş, Beykozspor, Fenerbahçe, Galatasaray, İstanbulspor, Fatih Karagümrük, Vefa
- Aus Izmir: Altay, Göztepe, İzmirspor, Karşıyaka SK

Die erste Saison der obersten türkischen Fußballklasse Millî Lig (deutsch: Nationale Liga) wurde in zwei Gruppen mit jeweils acht Mannschaften ausgetragen: eine Rote Gruppe (Kırmızı Grup) und eine Weiße Gruppe (Beyaz Grup). In jeder Gruppe spielten die Mannschaften zweimal gegeneinander. Der Sieger einer Partie erhielt zwei Punkte; bei einem Unentschieden gab es einen Punkt. Die jeweils Gruppenersten traten im Finale um die Meisterschaft an. Bei Punktgleichheit entschied die Tordifferenz. Wenn diese ebenfalls identisch war, wurde die Torquote in Betracht gezogen. Dies war für die Rote Gruppe nötig: Galatasaray und Vefa hatten am Ende der Gruppenphase 20 Punkte und eine Tordifferenz von +11, diese war bei Galatasaray mit 2,57 besser als bei Vefa mit 2,10. In der weißen Gruppe zog Fenerbahçe mit einem Vorsprung von acht Punkten deutlich vor Beşiktaş ins Finale.
Das Finale fand in Hin- und Rückspiel statt. Galatasaray gewann das Hinspiel mit 1:0 durch ein Tor von Metin Oktay in der 39. Spielminute. Das Rückspiel entschied Fenerbahçe jedoch deutlich mit 4:0 für sich und wurde damit erster offizieller Türkischer Fußballmeister. Beide Partien fanden im Mithatpaşa-Stadion (heute İnönü Stadı) statt. Erster Torschützenkönig wurde Metin Oktay von Galatasaray. Am Ende der Saison stieg keine Mannschaft ab.

### Die drei Großen (1960–1975)
Die ersten acht Saisons der Süper Lig wurde von Beşiktaş Istanbul, Fenerbahçe Istanbul und Galatasaray Istanbul dominiert. Deshalb werden sie in der Türkei als die Drei Großen bezeichnet. In diesen acht Saisons wurde Beşiktaş einmal, Fenerbahçe viermal und Galatasaray zweimal Süper-Lig-Meister. Bis zur Saison 1965/66 wurden die ersten drei Plätze abwechselnd unter diesen drei Istanbuler Klubs ausgemacht. 1966 gelang es Gençlerbirliği Ankara mit Platz 3, diese Serie zu beenden. Drei Saisons später wurde Eskişehirspor 1968/69 als erster anatolischer Klub Vizemeister. In der Saison 1969/70 wiederholte Eskişehirspor diesen Erfolg und wurde erneut Vizemeister; hinter Fenerbahçe. Galatasaray und Beşiktaş waren auf den Plätzen acht und neun weit abgeschlagen.
In der Saison 1960/61 wurde zum ersten Mal in der Liga-Geschichte ein Abendspiel ausgetragen, das Ligaspiel am 13. September 1960 zwischen Gençlerbirliği Ankara und Adana Demirspor. Das Ankara 19 Mayıs Stadyumu war das erste Stadion der Türkei mit einer Flutlichtanlage. Mit Adana Demirspor kam ein Verein aus der Amateurliga, welcher nicht aus den Gründungsstädten Ankara, Istanbul und Izmir der Liga stammte. Die Meisterschaft in der Saison 1961/62 entschied Galatasaray erstmals für sich.
In der darauffolgenden Saison 1962/63 konnte mit Galatasaray erstmals einen Meistertitel verteidigen. Außerdem wurde in der gleichen Saison die Wintertransferperiode und die Leihgabe der Spieler eingeführt. Zur Saison 1963/64 wurde die Liga in Türkiye 1. Ligi (deutsch 1. Türkische Liga) umbenannt. Während der Spielzeit wurde Karşıyaka SK der Spielmanipulation verdächtigt. Einigen Fußballspielern von Kasımpaşa Istanbul wurde Geld angeboten, um das Spiel zu manipulieren, das Ligaspiel endete 4:0 für Karşıyaka. Der Verband bestrafte beide Vereine mit Zwangsabstieg. Kasımpaşa war bereits Tabellenletzter und Karşıyaka SK Viertletzter. Karşıyaka SK war somit anstelle vom Drittletzten Beykozspor der letzte Absteiger. Karşıyaka SK legte Einspruch vor einem Zivilgericht gegen die Zwangsabstiegs-Entscheidung des Verbands ein. Das höchste Verwaltungsgericht der Türkei Danıştay entschied, dass Karşıyaka keine Schuld träfe und es somit in der Saison 1966/67 wieder in der 1. Türkischen Liga teilnehmen dürfe.
Anfang Mai 1966 wurde mit dem Ligaspiel Beşiktaş gegen Fenerbahçe erstmals eine Liveübertragung im türkischen Fernsehen ausgestrahlt. Der Sender ITU TV der Technischen Universität Istanbul übertrug das Spiel, kommentiert wurde es von Halit Kıvanç. In der Saison 1967/68 waren erstmals in der Ligageschichte ausländische Fußballspieler zugelassen und dies maximal zwei pro Mannschaft. Bis Ende 1960er stellte Metin Oktay in dieser Periode einen bis dato geltenden Rekord auf, indem er insgesamt sechsmal Torschützenkönig der Liga wurde und war über zwei jahrzehntelang Rekordtorschütze der Liga, bis er in den Anfang 1990er durch den Fenerbahçe-Spieler Tanju Çolak als Liga-Rekordtorschütze verdrängte.
In den 1970er gelang Galatasaray unter dem englischen Teamchef Brian Birch mit den Schlüsselspielern Metin Kurt, Gökmen Özdenak, Yasin Özdenak und Mehmet Oğuz der erste Meisterschafts-Hattrick der Ligageschichte, indem sie die Saisons 1970/71, 1971/72, 1972/73 hintereinander als Meister abschlossen; vor den Vizemeistern Fenerbahçe und Eskişehirspor. 2005 bezichtigte der Präsident des türkischen Dopingkontrollzentrums in der parlamentarischen Untersuchungskommission der TBMM wurden Galatasaray-Spieler zwischen 1971 und 1974 mit Birch's Dopingmitteln aus England behandelt, die den Meisterschafts-Hattrick erlangten. Nach dem Weggang des Teamchefs Birch erkrankte ein Galatasaray-Spieler nach dem anderen aus nicht näher genannten Gründen. 2009 bestätigte der Schlüsselspieler Metin Kurt der Galatasaray-Meistermannschaft in seiner veröffentlichten Biografie „Gladyatör“ die Dopingeinnahme, durch Einnahme von Pillen und Injektionen, aber bestritt die Verantwortung von Brian Birch für das Doping.

### Fenerbahçe gegen Trabzonspor (1976–1985)
Es dauerte 17 Jahre, bis der erste Verein, der nicht aus Istanbul stammte, türkischer Fußballmeister wurde. Trabzonspor wurde in seinem zweiten Jahr (Saison 1975/76) der Süper Lig Meister vor Fenerbahçe. Damit war die Dominanz der Istanbuler Klubs vorerst beendet. Dieser Titel war nicht der letzte für die Mannschaft am Schwarzen Meer. In der nachfolgenden Spielzeit konnte man den Titel verteidigen, erneut vor Fenerbahçe. Die Gelb-Blauen konnten einen Titel-Hattrick Trabzonspors in der Saison 1977/78 verhindern. Trotz einer 0:1-Niederlage am letzten Spieltag gegen Trabzonspor reichte ein Punkt zur neunten Meisterschaft. In der gleichen Spielzeit durften die Vereine erstmals Sponsoren auf ihren Trikots präsentieren.
Den zuvor verpassten Titel-Hattrick holte Trabzonspor (1978/79, 1979/80, 1980/81) nach. Sie waren damit der zweite Verein nach Galatasaray (1970/71, 1971/72, 1972/73), der das geschafft hatte. Vor der Saison 1978/79 verbot man den Mannschaften, ausländische Trainer einzustellen bzw. zu beschäftigen. Deshalb musste sich Fenerbahçe vom jugoslawischen Meistertrainer Tomislav Kaloperović trennen, was ein herber Rückschlag für die Mannschaft war. Dieses Verbot wurde ab der Spielzeit 1980/81 aufgehoben. Von 1979 bis 1981 durften auch keine ausländischen Spieler mehr für die Vereine spielen. Eine weitere Regelung kam hinzu: der Gewinner des türkischen Fußballpokals musste als Erstligist nicht absteigen, ein Zweitligist als Pokalsieger konnte automatisch in die 1. Liga aufsteigen. MKE Ankaragücü gewann als Zweitligist den türkischen Pokal und sicherte sich für die Saison 1981/82 so den Aufstieg.
Im Juni 1982 wurde Beşiktaş Meister, 1983 Fenerbahçe und in beiden Spielzeiten war der Vizemeister Trabzonspor. Am Ende der Saison 1983/84 wurde Trabzonspor zum sechsten Mal Meister. Durch diese Erfolge wurde aus den Drei Großen nun die Vier Großen (türkisch: dört büyükler). Fenerbahçe gewann die Meisterschaft 1984/85 trotz Punktgleichheit mit Beşiktaş dank besserer Tordifferenz.
1984 wurde Tarik Hodžić (Galatasaray) als erster ausländischer Spieler Torschützenkönig der Süper Lig.

### Die drei Großen wieder unter sich (1986–1996)
Beşiktaş erlebte von 1985 bis 1995 seine erfolgreichste Zeit in der Süper Lig. Die Schwarzen Adler wurden in den nachfolgenden zehn Spielzeiten fünfmal Meister und fünfmal Vizemeister. In der Saison 1985/86 holte man vor Galatasaray den 5. Meistertitel. Für Galatasaray endete diese Spielzeit trotz keiner Niederlage nicht mit dem Meistertitel. Trainer von Galatasaray war zu diesem Zeitpunkt Jupp Derwall. Die Überraschungen dieser Saison waren mit Platz 3 Samsunspor und Platz 4 Sarıyer GK. Beim Erfolg Samsunspors hatte der Stürmer Tanju Çolak einen großen Anteil. Mit 33 Saisontoren erzielte er als zweiter Spieler nach Metin Oktay über 30 Tore innerhalb einer Saison. 1987 gewann Galatasaray nach 14 Jahren wieder die türkische Meisterschaft mit einem Punkt Vorsprung vor Beşiktaş, wobei Galatasaray mit Motivationsprämien nachgeholfen hat. Die Sonderregelung für den Gewinner des türkischen Pokals wurde in dieser Spielzeit abgeschafft. In derselben Saison bestand ein Vorwurf der Spielmanipulation in der Partie zwischen Zonguldakspor und Bursaspor. Da dies aber nicht bewiesen werden konnte, durften beide Vereine nach einem Urteil des Verwaltungsgerichtes in der 1. Liga bleiben und unterlagen somit keinem Zwangsabstieg.
Die 3-Punkte-Regel wurde in der Spielzeit 1987/88 eingeführt. Galatasaray verpflichtete den zu dem Zeitpunkt besten türkischen Stürmer Tanju Çolak von Samsunspor, was sich für die Löwen auszahlen sollte. Çolak erzielte 39 Saisontore und hält damit den alleinigen Rekord für die höchste Toranzahl innerhalb einer Saison. Außerdem erhielt er für diese Leistung den Goldenen Schuh. Wie im Jahr zuvor wurde erneut Beşiktaş Vizemeister. Malatyaspor überraschte die Liga mit dem 3. Platz zum Saisonende. Außerdem wurden mit 1.032 Toren die meisten innerhalb einer Saison in der Ligageschichte erzielt.
Fenerbahçe spielte während des Zweikampfes zwischen Galatasaray und Beşiktaş keine große Rolle. Vor der Spielzeit 1988/89 reagierten sie deshalb und verpflichteten von Sakaryaspor Aykut Kocaman und Oğuz Çetin und von Rizespor Hasan Vezir. Alle drei sowie der ein Jahr vorher verpflichtete Rıdvan Dilmen brachten in ihrem ersten gemeinsamen Jahr eine überragende Leistung und wurden mit dem Meistertitel belohnt. 73 der 103 Tore wurden von den vier genannten Spieler erzielt, außerdem durchbrach zum ersten und bislang einzigen Mal eine Mannschaft die „100-Tore-Marke“. Beşiktaş schaffte es zum dritten Mal in Folge, Vizemeister zu werden. Die Saison wurde durch eine Tragödie überschattet. Am 22. Januar kollidierte der Mannschaftsbus von Samsunspor auf dem Weg zum Auswärtsspiel gegen Malatyaspor mit einem LKW. Der Trainer von Samsunspor Nuri Asan sowie die Spieler Mete Adanır, Muzaffer Badalıoğlu und Zoran Tomic verloren dabei ihr Leben. Viele Spieler mussten aufgrund der Verletzungen, die sie erlitten hatten, ihre Karriere beenden. Nach gemeinsamer Entscheidung aller Vereine wurde Samsunspor für die Rückrunde der Saison vom Spielbetrieb befreit. Die Partien des Vereins wurde mit 3:0 für das gegnerische Team gewertet. Samsunspor durfte in der Saison 1989/90 erneut am Spielbetrieb der 1. Liga teilnehmen.
Nach drei Jahren als Vizemeister gewann Beşiktaş die Saison 1989/90; den Erfolg ermöglichten die Spieler Feyyaz Uçar (28 Tore), Metin Tekin (13 Tore) und Ali Gültiken (15 Tore). Von ihren Fans und den Medien wurde das Trio Metin-Ali-Feyyaz genannt. Dieses Trio bestätigte in der Ligapartie gegen Adana Demirspor am 15. Oktober 1989 eindrucksvoll diesen Namen. Das Spiel endete nach 90. Minuten mit 10:0, Metin sowie Feyyaz trafen je dreimal, Ali sogar viermal das Tor. In den beiden Saisons 1990/91 und 1991/92 wurde Beşiktaş erneut Meister. Mit der Partie Galatasaray gegen Boluspor wurde am 25. August 1990 erstmals ein Spiel von einem Privatsender live übertragen. Die Saison 1991/92 beendete Beşiktaş ohne Niederlage.
Den vierten Meistertitel von Beşiktaş in Folge verhinderte Galatasaray 1993. Am letzten Spieltag schlug die Mannschaft von Karl-Heinz Feldkamp MKE Ankaragücü mit 8:0 und entschied somit die Meisterschaft. Die Tore erzielten unter anderem Falko Götz und Torsten Gütschow. Galatasaray verteidigte den Titel, trainiert von Reiner Hollmann. Insgesamt war es die 10. Meisterschaft und Galatasaray war mit dem Erzrivalen Fenerbahçe gemeinsam Rekordmeister. Tanju Çolak erzielte am 15. September 1992 sein 218. Tor in der Süper Lig und wurde zum besten Torschützen der Ligageschichte.
Beşiktaş holte im Februar 1994 Christoph Daum. Ein Jahr später gewann er mit seinem Team als dritter deutscher Trainer die Meisterschaft. Trabzonspor wurde Vizemeister und erzielte damit sein bestes Saisonergebnis seit der Meisterschaft 1983/84. In der nächsten Saison 1995/96 erreichte Daum mit Beşiktaş den 3. Platz und trat als Trainer zurück. Die Meisterschaft gewann nach sieben Jahren wieder Fenerbahçe. Trainer war Carlos Alberto Parreira, welcher ein Jahr zuvor mit Brasilien Weltmeister geworden war.

### Galatasaray (1997–2000)
Vor der Saison 1996/97 verpflichtete Galatasaray Fatih Terim als neuen Trainer. Vor seinem Engagement bei Galatasaray hatte Terim mit der Türkei zum ersten Mal an einer Fußball-Europameisterschaft teilgenommen. Außerdem gelang es der Vereinsführung, Gheorghe Hagi zu verpflichten. Der amtierende Meister Fenerbahçe verpflichtete unter anderem Jay-Jay Okocha von Eintracht Frankfurt. Galatasaray gewann souverän die Meisterschaft vor Beşiktaş mit acht Punkten Vorsprung. Hagi und Hakan Şükür hatten mit 52 gemeinsam erzielten Saisontoren einen großen Anteil an diesem Erfolg. In den darauffolgenden drei Spielzeiten konnte Galatasaray den Meistertitel verteidigen. Somit gewann der Verein viermal in Folge die Meisterschaft, dies gelang keinem anderen Verein in der Süper Lig.
Am 17. Mai 2000 gewann Galatasaray als erste türkische Mannschaft den UEFA-Pokal. Hinzu kam auch der UEFA Super-Cup gegen Real Madrid.

### Fenerbahçe beendet die rot-gelbe Dominanz (2001–2009)
Vor Beginn der Saison 2000/01 verließ Fatih Terim Galatasaray und trainierte fortan die AC Florenz, auch Hakan Şükür ging nach Italien zu Inter Mailand. Als Nachfolger für Terim wurde Mircea Lucescu verpflichtet und als Ersatz für Şükür kam Mário Jardel. Auch der Erzrivale Fenerbahçe erneuerte seinen Kader und holte einen neuen Trainer. Mustafa Denizli wurde Cheftrainer; vor seinem Engagement war er Trainer der türkischen Nationalmannschaft gewesen und hatte das Viertelfinale der Fußball-Europameisterschaft 2000 erreicht. Der Kampf um die Meisterschaft dauerte bis zum 34. Spieltag und Fenerbahçe wurde Meister mit drei Punkten Vorsprung vor Galatasaray. Es war für die Gelb-Dunkelblauen der 14. Meistertitel und beendete gleichzeitig die Titelserie von Galatasaray. Die nachfolgende Saison endete fast mit dem gleichen Szenario, nur wurde diesmal Galatasaray mit 3 Punkten Vorsprung vor Fenerbahçe Meister. Während der Saison entließ Fenerbahçe Denizli am 24. Dezember 2001 und engagierte Anfang Januar Werner Lorant. Galatasaray trennte sich trotz gewonnener Meisterschaft von Lucescu und holte Fatih Terim als Trainer zurück, während Lucescu zum Stadtrivalen Beşiktaş wechselte. Unter Lucescu kehrte der Erfolg bei Beşiktaş nach acht Jahren mit dem Meistertitel der Saison 2002/03 zurück. Die Entscheidung fiel am vorletzten Spieltag im direkten Duell zwischen Beşiktaş und Galatasaray, mit dem einzigen Tor des Spiels in den Schlussminuten durch Sergen Yalçın vor heimischen Publikum.
Zur Saison 2003/04 kehrte Christoph Daum zum dritten Mal an den Bosporus zurück. Nach zwei Amtszeiten bei Beşiktaş (1994–1996 & 2001–2002) trainierte er nun Fenerbahçe. Er wurde mit seiner Mannschaft sowohl in dieser als auch in der nachfolgenden Saison türkischer Meister. Vizemeister wurde in beiden Spielzeiten Trabzonspor. Die Spielzeit 2005/06 spielten Fenerbahçe und Galatasaray unter sich aus. Am 31. Spieltag gewann Fenerbahçe mit 4:0 gegen Galatasaray und wurde Tabellenführer. Bis zum 34. Spieltag waren beide Mannschaften punktgleich. Fenerbahçe war im direkten Vergleich die bessere Mannschaft, weshalb Galatasaray auf einen Punktverlust hoffen musste. Am letzten Spieltag gewann Galatasaray im eigenen Heimstadion gegen Kayserispor 3:0 und verfolgte gleichzeitig das Auswärtsspiel Fenerbahçes gegen Denizlispor. Die Partie in Denizli endete mit 1:1 und Galatasaray wurde Meister. Daum trat nach dieser Saison zurück. Sein Nachfolger wurde Zico. Er wurde gleich in seiner ersten Saison Meister vor Beşiktaş.
Im Juni 2007 kehrte Karl-Heinz Feldkamp als Trainer von Galatasaray zurück. Vor 14 Jahren wurde er mit den Löwen Meister. Diesmal lief es wieder erfolgreich für seine Mannschaft, er verkündete allerdings fünf Spieltage vor Saisonende überraschend seinen Rücktritt als Trainer. Trotz seines Rücktritts wurde Gala am Ende der Saison zum 17. Mal Meister. Hakan Şükür erzielte am 2. September 2007 gegen Manisaspor sein 241. Tor in der Süper Lig und wurde zum erfolgreichsten Torschützen. Insgesamt wurden es zum Saisonende 249 Tore und er beendete damit seine Karriere. Fenerbahçe verpflichtete zu dieser Spielzeit Roberto Carlos und erreichte das Viertelfinale der UEFA Champions League. Meister der Saison 2008/09 wurde Beşiktaş mit Mustafa Denizli als Trainer. Ihm gelang es, als erster Trainer mit Beşiktaş, Fenerbahçe und Galatasaray Meister zu werden. Denizli kam erst am 7. Spieltag als Nachfolger von Ertuğrul Sağlam zu den Schwarz-Weißen. Sivasspor, Vizemeister dieser Saison, hatte bis zum letzten Spieltag die Chance auf den Meistertitel, verlor jedoch mit 1:2 gegen Galatasaray, während Beşiktaş sein Spiel gegen Denizlispor mit 2:1 gewann.

### Bursaspor und der Bestechungsskandal (2010–2011)
Das Rennen um die Meisterschaft der Saison 2009/10 verlief zwischen Fenerbahçe und Bursaspor. Christoph Daum trainierte diese Spielzeit die Gelb-Blauen zum zweiten Mal. Fenerbahçe ging mit einem Punkt vor Bursaspor in den letzten Spieltag. Fenerbahçe spielte gegen Trabzonspor und Bursaspor gegen Beşiktaş, beide jeweils im Heimstadion. Bursaspor besiegte Beşiktaş mit 2:1. Fenerbahçe hingegen spielte 1:1 und das Chaos nahm kurz vor Ende des Spiels seinen Lauf. Der Stadionsprecher meldete während der Nachspielzeit, dass die Partie zwischen Bursaspor und Beşiktaş Unentschieden endete. Nach Schlusspfiff feierten die Fenerbahçe-Fans auf dem Spielfeld die vermeintliche Meisterschaft. Der Stadionsprecher meldete sich erneut und korrigierte seine falsche Durchsage und verkündete, dass Bursaspor türkischer Meister geworden ist. Es kam zu Ausschreitungen seitens der Fenerbahçe-Fans. Bursaspor feierte seine erste gewonnene Meisterschaft. Die Meisterschaft 2010/11 gewann Fenerbahçe vor Trabzonspor. Aykut Kocaman wurde als Spieler und als Trainer mit Fenerbahçe Fußballmeister, vorher gelang dies niemandem. Im Juli 2011 erschütterte ein Bestechungsskandal die Süper Lig. 80 Spieler und Funktionäre wurden verhaftet. Der Start der Saison 2011/12 wurde verschoben.

### Galatasaray zurück an der Spitze (2012–2015)
Meister der Saison 2011/12 wurde Galatasaray. Die „Gelb-Roten“ konnten sich über 34 Spiele einen Vorsprung von 9 Punkten erarbeiten, welcher jedoch im Play-off auf 5 reduziert wurde. Am letzten Spieltag des (einmaligen) Play-offs konnte die Mannschaft von Trainer Fatih Terim im direkten Duell um den Titel gegen Fenerbahçe die 18. Meisterschaft durch ein torloses Unentschieden im Şükrü Saracoğlu Stadı für sich entscheiden. Trabzonspor wurde Dritter und Beşiktaş Tabellenvierter. Für Galatasaray war es die erste Meisterschaft nach vier Jahren. Mit diesem Titel wurde Fatih Terim als Trainer Rekordmeister.
Die Saison 2012/13 endete wie die vorherige, Galatasaray wurde (mit einem Punktevorsprung von 10 Punkten) vor Fenerbahçe Meister. Dabei schaffte man es, vom 3. bis zum letzten Spieltag ununterbrochen die Tabelle anzuführen.
Im Jahr darauf wurde Fenerbahçe Meister, durfte aufgrund der Europapokalsperre jedoch nicht an der Champions League teilnehmen, dies übernahm der Erzrivale von der anderen Bosporus-Seite.
Die nächste Saison wurde von Fenerbahce und Galatasaray zum „Duell um den vierten Stern“ auserkoren, da beide 19 Titel vorweisen konnten. Beşiktaş konnte zwar bis zum 29. Spieltag eine Rolle im Meisterschaftsrennen mitspielen, verlor jedoch die Tabellenführung an den späteren Meister Galatasaray. Damit wurde das gelb-rote Trikot das erste türkische mit vier Sternen über dem Vereinslogo.

### Die schwarzen Adler sind zurück (2015–2017)
Nach erfolglosen sieben Jahren konnte sich Beşiktaş in der Saison 2015/16 die langersehnte 14. Meisterschaft sichern. Dies konnten die schwarzen Adler in der Saison 2016/17 wiederholen und damit ihren Titel verteidigen. Die 15. Meisterschaft bescherte Beşiktaş den dritten Stern in ihrem Wappen. Vizemeister wurde zum ersten Mal Istanbul Başakşehir FK.

### Ankaragücü-Skandal im Dezember 2023
Am 11. Dezember 2023 kam es zu einem gewalttätigen Angriff auf den Schiedsrichter. Der Präsident von MKE Ankaragücü, Faruk Koca, hatte nach dem 1:1 gegen Çaykur Rizespor dem Schiedsrichter Halil Umut Meler mit der Faust ins Gesicht geschlagen. Der Unparteiische ging zu Boden und wurde anschließend von weiteren Personen am Boden liegend getreten. Nach der gewalttätigen Attacke hat der türkische Fußballverband den Spielbetrieb der Süper Lig auf unbestimmte Zeit ausgesetzt. Weiterhin wurde gegen mehrere Täter, so auch gegen Koca, Haftbefehl erlassen. Koca trat am Tag darauf von seinem Präsidentenamt zurück und entschuldigte sich für die von ihm begangene Gewalt, die sich durch nichts legitimieren oder erklären ließe, so seine Stellungnahme, die Ankaragücü auf der Social-Media-Plattform X veröffentlichte. Faruk Koca wurde vom türkischen Fußballverband nach dem Vorfall für Fußballaktivitäten lebenslang gesperrt. Weiterhin wurde der Verein MKE Ankaragücü mit einer Geldstrafe von rund 63.000 Euro belegt und darf in den kommenden fünf Heimspielen keine Zuschauer zulassen. Weitere Vereinsfunktionäre erhielten ebenfalls Strafen oder wurden verwarnt. Im November 2024 wurde er zu einer Haftstrafe von drei Jahren und sieben Monaten verurteilt. Auch zwei weitere Angreifer erhielten Freiheitsstrafen.

## Vereine
Seit Gründung der Süper Lig im Jahr 1959 spielten insgesamt 76 Vereine in der höchsten türkischen Spielklasse, wobei Bodrum FK in der Saison 2024/25 der jüngste Neuzugang ist. Beşiktaş, Fenerbahçe und Galatasaray gehören der Liga seit allen, bislang 67, Spielzeiten ununterbrochen an. Es folgt MKE Ankaragücü mit 54 Spielzeiten.
Die meisten Mannschaften in der Süper Lig kamen aus Istanbul (18). Es folgen Ankara (9) und Izmir (6).
- seit 1959 bis einschließlich 2024/25
- Fett gedruckte Mannschaften spielen in der Saison 2025/26

| - 67 Jahre: Beşiktaş, Fenerbahçe, Galatasaray - 54 Jahre: MKE Ankaragücü - 51 Jahre: Trabzonspor - 50 Jahre: Bursaspor - 49 Jahre: Gençlerbirliği Ankara - 42 Jahre: Altay İzmir - 32 Jahre: Samsunspor - 31 Jahre: Gaziantepspor, Göztepe Izmir - 30 Jahre: Eskişehirspor - 29 Jahre: Antalyaspor - 25 Jahre: İstanbulspor - 24 Jahre: Kayserispor, Konyaspor - 23 Jahre: Çaykur Rizespor - 22 Jahre: Adanaspor - 21 Jahre: Denizlispor, Kasımpaşa Istanbul, Kocaelispor - 20 Jahre: Adana Demirspor, Boluspor - 18 Jahre: Sivasspor - 17 Jahre: Istanbul Başakşehir FK - 16 Jahre: Karşıyaka SK | - 15 Jahre: Mersin İdman Yurdu - 14 Jahre: Vefa Istanbul, Zonguldakspor - 13 Jahre: Ankara Demirspor, Sarıyer SK - 12 Jahre: Türk Telekomspor - 11 Jahre: Diyarbakırspor, Fatih Karagümrük SK, Malatyaspor, Orduspor, Sakaryaspor - 10 Jahre: Altınordu Izmir, Etimesgut Şekerspor, İzmirspor, Kardemir Karabükspor - 9 Jahre: Alanyaspor, Feriköyspor, Kayseri Erciyesspor, Osmanlıspor FK - 8 Jahre: Beykozspor, Giresunspor, Keçiörengücü - 7 Jahre: Akhisarspor - 6 Jahre: Gaziantep FK, Manisaspor - 5 Jahre: Vanspor, Yeni Malatyaspor, Zeytinburnuspor - 4 Jahre: Elazığspor, Hatayspor - 3 Jahre: Aydınspor, Bakırköyspor, Çanakkale Dardanelspor, Erzurumspor - 2 Jahre: Adalet SK, Akçaabat Sebatspor, Balıkesirspor, BB Erzurumspor, Beyoğluspor, Hacettepe SK, Yeşildirek SK, Yozgatspor, - 1 Jahr: Bodrum FK, Bucaspor, Eyüpspor, Kahramanmaraşspor, MKE Kırıkkalespor, Pendikspor, Petrol Ofisi SK, Siirtspor, Ümraniyespor |

| Istanbul (18 Vereine) |

| Adana Demirspor, Adanaspor |

| Akçaabat Sebatspor |

| Akhisarspor |

| Altay, Altınordu, Bucaspor, Göztepe İzmirspor, Karşıyaka |

| Alanyaspor |

| Antalyaspor |

| Aydınspor |

| Balıkesirspor |

| Bodrum FK |

| Boluspor |

| Bursaspor |

| Çanakkale Dardanelspor |

| Çaykur Rizespor |

| Denizlispor |

| Diyarbakırspor |

| Elazığspor |

| BB Erzurumspor, Erzurumspor |

| Eskişehirspor |

| Gaziantepspor, Gaziantep FK |

| Ankara Demirspor Gençlerbirliği, Hacettepe, Keçiörengücü, MKE Ankaragücü, Osmanlıspor FK, Petrol Ofisi, Şekerspor, Türk Telekomspor |

| Giresunspor |

| Kahramanmaraşspor |

| Hatayspor |

| Kardemir Karabükspor |

| Kayseri Erciyesspor, Kayserispor |

| Kocaelispor |

| Malatyaspor Yeni Malatyaspor |

| Manisaspor |

| Mersin İdman Yurdu |

| MKE Kırıkkalespor |

| Orduspor |

| Sakaryaspor |

| Samsunspor |

| Siirtspor |

| Sivasspor |

| Konyaspor |

| Trabzonspor |

| Vanspor |

| Yozgatspor |

| Zonguldakspor |

| Adalet SK |

| Bakırköyspor |

| Beyoğluspor, Galatasaray, Kasımpaşa |

| Beşiktaş |

| Beykozspor |

| Eyüpspor |

| Fatih Karagümrük SK, İstanbulspor, Vefa, Yeşildirek SK |

| Fenerbahçe |

| Feriköy SK |

| Başakşehir FK |

| Pendikspor |

| Sarıyer SK |

| Ümraniyespor |

| Zeytinburnuspor |

### Teilnehmer der Saison 2025/26
| Mannschaft             | Stadt     | Gründung | In der Liga seit | Letzte Saison | Stadion                      | Kapazität |
| ---------------------- | --------- | -------- | ---------------- | ------------- | ---------------------------- | --------- |
| Alanyaspor             | Alanya    | 1948     | 2016             | 12.           | Kırbıyık Holding Stadyumu    | 09.789    |
| Antalyaspor            | Antalya   | 1966     | 2015             | 15.           | Antalya Stadyumu             | 29.307    |
| Beşiktaş Istanbul      | Istanbul  | 1903     | 1959             | 04.           | Tüpraş Stadyumu              | 42.445    |
| Çaykur Rizespor        | Rize      | 1953     | 2023             | 09.           | Çaykur Didi Stadı            | 14.850    |
| Eyüpspor               | Istanbul  | 1919     | 2024             | 06.           | Eyüp Stadyumu                | 02.414    |
| Fatih Karagümrük SK    | Istanbul  | 1926     | 2025             | 003. 1        | Atatürk-Olympiastadion       | 75.145    |
| Fenerbahçe Istanbul    | Istanbul  | 1907     | 1959             | 02.           | Şükrü Saracoğlu Stadı        | 47.544    |
| Galatasaray Istanbul   | Istanbul  | 1905     | 1959             | 01.           | Rams Park                    | 52.468    |
| Gaziantep FK           | Gaziantep | 1988     | 2019             | 14.           | Kalyon Stadyumu              | 30.320    |
| Gençlerbirliği Ankara  | Ankara    | 1923     | 2025             | 002. 2        | Eryaman Stadyumu             | 22.000    |
| Göztepe Izmir          | Izmir     | 1925     | 2024             | 08.           | Gürsel Aksel Stadyumu        | 19.713    |
| Istanbul Başakşehir FK | Istanbul  | 1990     | 2014             | 05.           | Başakşehir Fatih Terim Stadı | 17.156    |
| Kasımpaşa Istanbul     | Istanbul  | 1921     | 2012             | 10.           | Recep Tayyip Erdoğan Stadı   | 13.797    |
| Kayserispor            | Kayseri   | 1966     | 2015             | 13.           | Kayseri Kadir Has Stadı      | 32.864    |
| Kocaelispor            | İzmit     | 1966     | 2025             | 001. 1        | Kocaeli Stadyumu             | 33.000    |
| Konyaspor              | Konya     | 1981     | 2013             | 11.           | Konya Büyükşehir Stadı       | 41.600    |
| Samsunspor             | Samsun    | 1965     | 2023             | 03.           | Samsun 19 Mayıs Stadı        | 33.919    |
| Trabzonspor            | Trabzon   | 1967     | 1974             | 07.           | Papara Park Stadyumu         | 41.131    |

| Alanyaspor |

| Antalyaspor |

| Çaykur Rizespor |

| Gaziantep |

| Gençlerbirliği Ankara |

| Göztepe Izmir |

| Istanbul 1 |

| Kayserispor |

| Kocaelispor |

| Konyaspor |

| Samsunspor |

| Trabzonspor |

| Başakşehir |

| Beşiktaş |

| Fenerbahçe |

| Fatih Karagümrük |

| Galatasaray |

| Eyüpspor Kasımpaşa |

### Die Auf- und Absteiger
| Rekord-Aufsteiger in die Süper Lig | Rekord-Aufsteiger in die Süper Lig | Rekord-Aufsteiger in die Süper Lig | Rekord-Aufsteiger in die Süper Lig             |
|                                    | Verein                             | Aufstiege                          | in den Jahren                                  |
| ---------------------------------- | ---------------------------------- | ---------------------------------- | ---------------------------------------------- |
| 1.                                 | Samsunspor                         | 8                                  | 1969, 1976, 1982, 1985, 1991, 1993, 2011, 2023 |
| 2.                                 | Çaykur Rizespor                    | 7                                  | 1979, 1985, 2000, 2003, 2013, 2018, 2023       |
| 3.                                 | Antalyaspor                        | 6                                  | 1982, 1986, 1994, 2006, 2008, 2015             |
| 3.                                 | Mersin İdman Yurdu                 | 6                                  | 1967, 1976, 1980, 1982, 2011, 2014             |
| 3.                                 | Kayserispor                        | 6                                  | 1973, 1979, 1985, 1992, 1997, 2015             |
| 3.                                 | Göztepe Izmir                      | 6                                  | 1978, 1981, 1999, 2001, 2017, 2024             |
| 7.                                 | Adanaspor                          | 5                                  | 1971, 1988, 1998, 2002, 2016                   |
| 7.                                 | Diyarbakırspor                     | 5                                  | 1977, 1981, 1986, 2001, 2009                   |
| 7.                                 | Sakaryaspor                        | 5                                  | 1981, 1987, 1998, 2004, 2006                   |
| 7.                                 | Adana Demirspor                    | 5                                  | 1973, 1987, 1991, 1994, 2021                   |
| 7.                                 | MKE Ankaragücü                     | 5                                  | 1969, 1977, 1981, 2018, 2022                   |
| Rekord-Absteiger in die Süper Lig  |                                    |                                    |                                                |
|                                    | Verein                             | Abstiege                           | in den Jahren                                  |
| 1.                                 | Samsunspor                         | 7                                  | 1975, 1979, 1983, 1990, 1992, 2006, 2012       |
| 2.                                 | Karşıyaka SK                       | 6                                  | 1964, 1967, 1972, 1991, 1994, 1996             |
| 2.                                 | Kayserispor                        | 6                                  | 1975, 1980, 1986, 1996, 1998, 2014             |
| 2.                                 | Mersin İdman Yurdu                 | 6                                  | 1974, 1978, 1981, 1983, 2013, 2016             |
| 2.                                 | Çaykur Rizespor                    | 6                                  | 1981, 1989, 2002, 2008, 2017, 2022             |
| 2.                                 | Göztepe Izmir                      | 6                                  | 1977, 1980, 1982, 2000, 2003, 2022             |
| 2.                                 | MKE Ankaragücü                     | 6                                  | 1968, 1976, 1978, 2012, 2021, 2024             |
| 2.                                 | Adana Demirspor                    | 6                                  | 1961, 1984, 1990, 1992, 1995, 2025             |
| 9.                                 | Diyarbakırspor                     | 5                                  | 1980, 1982, 1987, 2006, 2010                   |
| 9.                                 | Antalyaspor                        | 5                                  | 1985, 1987, 2002, 2007, 2014                   |
| 9.                                 | Sakaryaspor                        | 5                                  | 1986, 1990, 1999, 2005, 2007                   |
| 9.                                 | Adanaspor                          | 5                                  | 1984, 1991, 2001, 2004, 2017                   |
| 9.                                 | Altay Izmir                        | 5                                  | 1983, 1990, 1982, 2000, 2022                   |

## Meistertitel und Meistersterne
Der zu Saisonende Erstplatzierte der Süper Lig ist Türkischer Fußballmeister. Ein Verein, der mindestens fünf Süper-Lig-Meisterschaften gewonnen hat, darf einen Meisterstern über seinem Vereinswappen tragen. Bei zehn Meisterschaften einen zweiten, 15 einen dritten, 20 einen vierten sowie ab 25 errungenen Meisterschaften einen fünften Meisterstern.
In den bisher 68 Spielzeiten der Süper Lig errangen insgesamt sechs verschiedene Vereine den Meistertitel, wobei vier davon aus Istanbul stammen. Erfolgreichster Verein ist seit 2012 wieder Galatasaray Istanbul mit 25 gewonnenen Meisterschaften. Fenerbahçe hingegen führt die Ewige Tabelle der Süper Lig knapp an.
| Rang | Verein                 | Süper-Lig-Meisterschaften | Meistersterne |
| ---- | ---------------------- | ------------------------- | ------------- |
| 1.   | Galatasaray Istanbul   | 25                        | 5             |
| 2.   | Fenerbahçe Istanbul    | 19                        | 3             |
| 3.   | Beşiktaş Istanbul      | 16                        | 3             |
| 4.   | Trabzonspor            | 7                         | 1             |
| 5.   | Bursaspor              | 1                         | –             |
| 5.   | Istanbul Başakşehir FK | 1                         | –             |

## Berichterstattung
Die 1. türkische Fußballliga wird seit 1996 im Pay-TV ausgestrahlt. Von 1996 bis 2000 wurden die Spiele von Beşiktaş Istanbul, Fenerbahçe Istanbul, Galatasaray Istanbul und Trabzonspor auf Cine5 gesendet. Während der Saison 2000/01 besaß der Sender Teleon die Senderechte für die Livepartien.
Seit der Saison 2001/02 ist der Pay-TV-Anbieter Digiturk für die Live-Berichterstattung der Süper Lig verantwortlich. Unter dem Sendernamen Lig TV werden die Spiele live ausgestrahlt. Es wurden jedoch nur die Spiele von Beşiktaş, Fenerbahçe, Galatasaray und Trabzonspor gesendet. Digiturk verlängerte am 14. Januar 2010 die Zusammenarbeit mit der Liga für die nächsten vier Spielzeiten (2010/11, 2011/12, 2012/13 & 2013/14) plus einer Option für eine weitere Saison.
Seit der Saison 2010/11 werden 321 Millionen US-Dollar an die Vereine verteilt. Außerdem werden alle neun Partien jedes Spieltages, zum ersten Mal in der Süper Lig, live gesendet. Am 21. November 2016 gab es ein Bieterverfahren für die nächsten fünf Jahre. Digiturk behält die Senderechte für 590 Millionen US-Dollar pro Saison. Außer Digiturk waren Türk Telekom, Turkcell, Vodafone und D-Smart beim Bieterverfahren dabei.
Nach der Übernahme der beIN Media Group im Juli 2015 wurde Lig TV am 13. Januar 2017 in BeIN Sports umbenannt.

## Sponsoren

### Namenssponsor

#### Telsim (1999)
Im Juni 1999 erwarb das Telekommunikationsunternehmen Telsim für die kommenden beiden Spielzeiten die Namensrechte der höchsten Spielklasse, damals unter dem Namen Türkiye 1. Ligi, für 9,25 Millionen US-Dollar. Die Liga sollte in Telsim Türkiye 1.Ligi bzw. Türkiye Telsim Ligi umbenannt werden. Gegen diese Entscheidung legte der für Jugend und Sport verantwortliche Staatsminister Fikret Ünlü sein Veto ein und klagte später auch vor dem Zivilgericht in Ankara. Das Gericht entschied im Juli 1999 gegen die Namensänderung, um keine unerwünschte Werbung und Propaganda im Zusammenhang mit dem Wort „Türkiye“ zu ermöglichen. Daraufhin entschlossen sich im selben Monat Vorstand und Präsident Haluk Ulusoy des türkischen Fußballverbandes (TFF) den Liganamen in Telsim 1. Ligi umzubenennen. Nach einem Beschluss des Staatskabinetts wurde der Liganame im Oktober 1999 zurück zum alten bekannten Türkiye 1. Ligi umgeändert. Danach endete die Vereinbarung zwischen dem Ligabetreiber TFF und dem Namenssponsor Telsim.

#### Turkcell (2005–2010)
Ab der Saison 2005/06 besaß das Telekommunikationsunternehmen Turkcell die Namensrechte der höchsten Spielklasse, die offiziell Turkcell Süper Lig hieß. Wie in anderen Ländern auch haben sich diese Bezeichnungen allerdings bisher weder im allgemeinen Sprachgebrauch noch in den Printmedien durchgesetzt; lediglich Fernseh- und Radiostationen verwenden diesen Namen häufiger. Die Zusammenarbeit zwischen der Liga und dem Unternehmen endete im August 2010.

#### Spor Toto (2010–2017, 2018/19, 2021–2023)
Im August 2010 sicherte sich der Sportwettenanbieter Spor Toto die Namensrechte der Süper Lig sowie der 3. und 4. Liga. Spor Toto erhielt das Namensrecht für die nächsten fünf Jahre. Im Gegenzug wird pro Jahr an die Süper Lig 22,5 Millionen US-Dollar gezahlt.
Für die Rückrunde der Saison 2017/18 wurde Spor Toto erneut Ligasponsor. Ab der Saison 2021/22 wurde Spor Toto erneut Namenssponsor der Liga.

#### Trendyol (2023–)
Für die Saison 2023/24 wurde die E-Commerce-Plattform  Trendyol Namenssponsor der Liga.

### Ballsponsor
Nike ist seit der Saison 2005/06 offizieller Ballsponsor der Süper Lig. Folgende Bälle wurden benutzt:
- Saison 2005/06: Nike Total 90 Aerow (rot-weiß) und Nike Total 90 Aerow Hi-Vis (gelb-lila)
- Saison 2006/07: Nike Total 90 Aerow II (blau-weiß)
- Saison 2007/08: Nike Total 90 Aerow II (blau-weiß)
- Saison 2008/09: Nike Total 90 Omni (schwarz-weiß)
- Saison 2009/10: Nike Total 90 Omni (rot-weiß) und Nike Total 90 Omni Hi-Vis (gelb-lila)
- Saison 2010/11: Nike Total 90 Tracer PL
- Saison 2011/12: Nike T90 Seitiro
- Saison 2012/13: Nike Maxim[53]
- Saison 2013/14: Nike Incyte (schwarz-weiß)

### Turkcell Fair-Play-Wertung
Die Turkcell Fair-Play-Wertung war eine vom türkischen Fußballverband und Turkcell ins Leben gerufene Wertung, die die gesamten gelben oder roten Karten, die ein Schiedsrichter einer Mannschaft zeigt, erfasste. Diese Wertung wurde bis zum letzten Spieltag gewertet. Die drei Mannschaften, die am wenigsten eine Verwarnung oder sonstige Strafe sahen, erhielten vom Ligasponsor Turkcell ein Preisgeld. Der 1. Platz dieser Wertung erhielt 500.000 US-Dollar, der 2. Platz 300.000 US-Dollar und der 3. Platz 200.000 US-Dollar.
Mit dieser Wertung verfolgte der Verband das Ziel, den Fußball in der Süper Lig attraktiver zu gestalten.
Gewinner dieser Wertung
- Saison 2008/09: Gaziantepspor
- Saison 2009/10: Bursaspor

## Rekorde

### Spieler

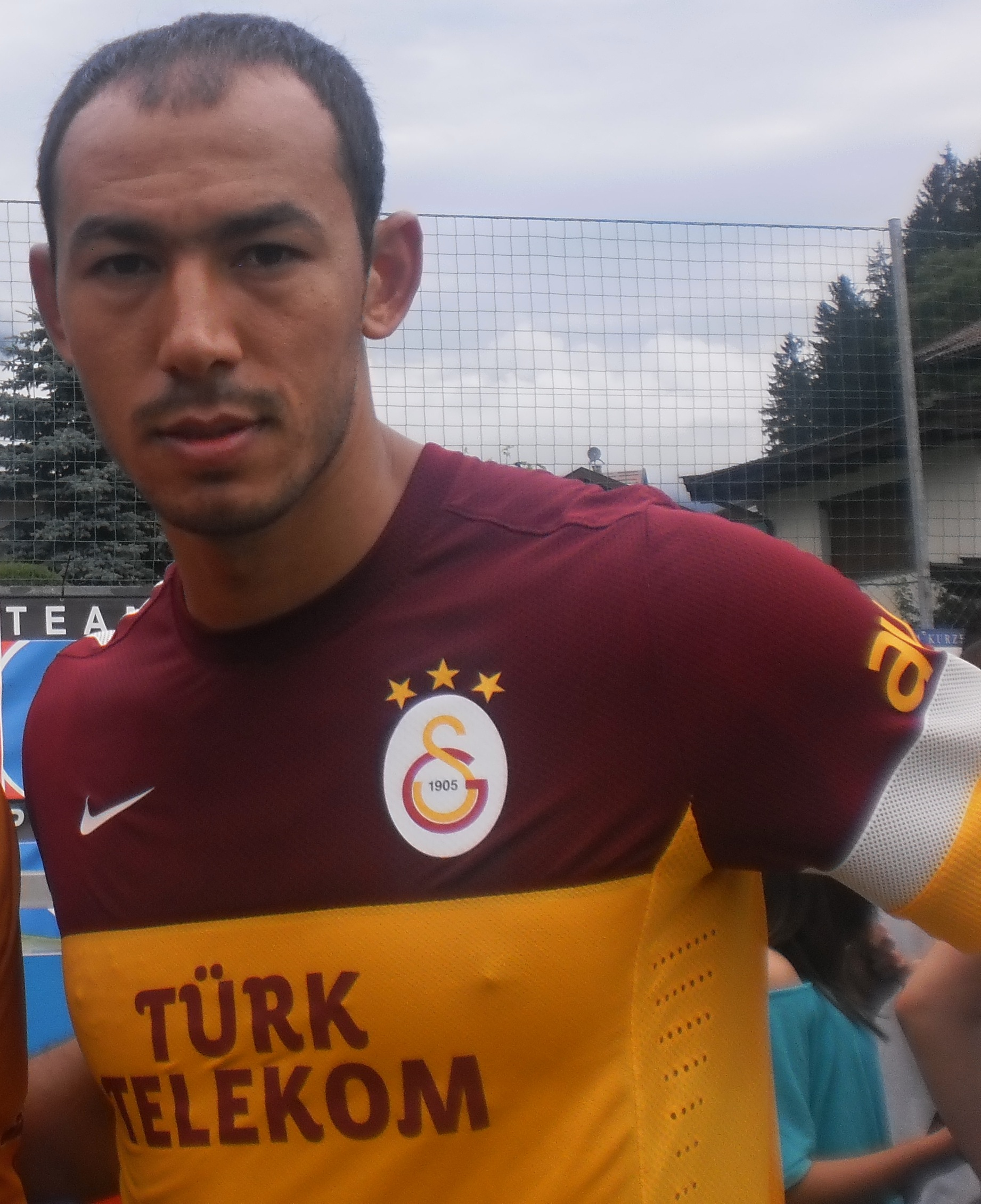
Rekordspieler: Umut Bulut

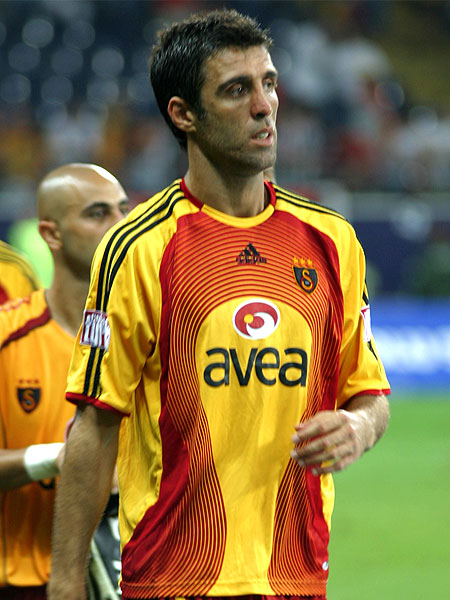
Rekordtorschütze: Hakan Şükür

| Rekordspieler der Süper Lig  | Rekordspieler der Süper Lig | Rekordspieler der Süper Lig | Rekordspieler der Süper Lig | Rekordspieler der Süper Lig |
| Spieler                      | Spieler                     | Zeitraum                    | Verein 1                    | Spiele                      |
| ---------------------------- | --------------------------- | --------------------------- | --------------------------- | --------------------------- |
| 01.                          | Umut Bulut                  | 2001–2024                   | Trabzonspor                 | 515                         |
| 02.                          | Oğuz Çetin                  | 1981–2000                   | Fenerbahçe Istanbul         | 503                         |
| 03.                          | Rıza Çalımbay               | 1980–1996                   | Beşiktaş Istanbul           | 494                         |
| 04.                          | Hakan Şükür                 | 1987–2008                   | Galatasaray Istanbul        | 489                         |
| 05.                          | Hami Mandıralı              | 1984–2003                   | Trabzonspor                 | 476                         |
| 06.                          | Kemal Yıldırım              | 1976–1995                   | MKE Ankaragücü              | 475                         |
| 07.                          | Mehmet Nas                  | 1997–2014                   | Samsunspor                  | 447                         |
| 08.                          | Fernando Muslera            | 2011–2025                   | Galatasaray Istanbul        | 443                         |
| 09.                          | Recep Çetin                 | 1984–2001                   | Beşiktaş Istanbul           | 437                         |
| 10.                          | Müjdat Yetkiner             | 1979–1995                   | Fenerbahçe Istanbul         | 429                         |
| Rekordtorjäger der Süper Lig |                             |                             |                             |                             |
| Spieler                      | Spieler                     | Zeitraum                    | Verein 1                    | Tore                        |
| 01.                          | Hakan Şükür                 | 1988–2008                   | Galatasaray Istanbul        | 249 (⌀ 0,51)                |
| 02.                          | Tanju Çolak                 | 1982–1993                   | Galatasaray Istanbul        | 240 (⌀ 0,85)                |
| 03.                          | Hami Mandıralı              | 1985–2002                   | Trabzonspor                 | 219 (⌀ 0,46)                |
| 04.                          | Metin Oktay                 | 1959–1969                   | Galatasaray Istanbul        | 217 (⌀ 0,88)                |
| 05.                          | Aykut Kocaman               | 1984–2000                   | Fenerbahçe Istanbul         | 200 (⌀ 0,56)                |
| 06.                          | Feyyaz Uçar                 | 1981–1997                   | Beşiktaş Istanbul           | 191 (⌀ 0,51)                |
| 07.                          | Serkan Aykut                | 1993–2009                   | Samsunspor                  | 188 (⌀ 0,56)                |
| 08.                          | Burak Yılmaz                | 2006–2020                   | Galatasaray Istanbul        | 187 (⌀ 0,57)                |
| 09.                          | Umut Bulut                  | 2001–2021                   | Trabzonspor                 | 163 (⌀ 0,32)                |
| 10.                          | Fevzi Zemzem                | 1959–1973                   | Göztepe Izmir               | 145 (⌀ 0,48)                |

Spieler mit den meisten MeistertitelnBülent Korkmaz, Suat Kaya, Hakan Şükür, Fernando Muslera (8 Meisterschaften, alle Galatasaray Istanbul)
Rekordspieler der Süper LigUmut Bulut (515 Spiele)
Rekordtorjäger der Süper LigHakan Şükür (249 Tore)
Am häufigsten TorschützenkönigMetin Oktay (6)
Der erste ausländische TorschützenkönigTarik Hodžić (Galatasaray Istanbul, mit 16 Toren in der Saison 1983/84)
Die längste Zeit ohne ein Gegentor für einen TorwartŞenol Güneş, 1112 Minuten
Das schnellste Tor der Süper LigMuhammet Demir (für Gaziantep FK, in 9 Sek am 22. September 2021 gegen Istanbul Başakşehir FK)
Der jüngste Spieler der Süper LigFehmi Koç (15 Jahre, 3 Monate und 26 Tage Antalyaspor)
Der jüngste Torschütze der Süper LigEmre Demir (15 Jahre, 9 Monate und 25 Tage, Kayserispor)
Die meisten Tore in einem SpielTanju Çolak (6, für Fenerbahçe Istanbul am 6. Dezember 1992 beim 7:1 gegen Karşıyaka SK)
Die meisten Tore in einer SaisonTanju Çolak (39 Tore, Saison 1987/88 (Galatasaray Istanbul))
Der Torschützenkönig mit den wenigsten TorenMetin Oktay (11 Tore, Saison 1959 (Galatasaray Istanbul))
Bester ausländischer Torschütze der Süper LigAlex (136 Tore)
Die meisten Tore eines ausländischen Spielers in einer SaisonMbaye Diagne (30 Tore, in der Saison 2018/19 für Kasımpaşa Istanbul und Galatasaray Istanbul)

### Trainer
Trainer mit den meisten MeistertitelnFatih Terim (8 Meistertitel, alle mit Galatasaray Istanbul)
Die längste Amtszeit eines ausländischen TrainersKemal Omeragić, 13 Jahre (sechs Jahre für Altay İzmir, fünf für Bursaspor und zwei für Adana Demirspor)
Die längste Amtszeit eines ausländischen Trainers durchgehend für einen VereinGordon Milne, 6½ Jahre bei Beşiktaş Istanbul
Gewinn der Meisterschaft als Spieler und als TrainerErtuğrul Sağlam (1995/Beşiktaş Istanbul – 2010/Bursaspor)
Aykut Kocaman (1989, 1996/Fenerbahçe Istanbul – 2011/Fenerbahçe Istanbul)
Hamza Hamzaoğlu (1993, 1994/Galatasaray Istanbul – 2015/Galatasaray Istanbul)
Şenol Güneş (1979/Trabzonspor – 2016/Beşiktaş Istanbul)
Okan Buruk (1993, 1994, 1997, 1998, 1999, 2000, 2008/Galatasaray Istanbul – 2020/Istanbul Başakşehir FK, 2023, 2024, 2025/Galatasaray Istanbul)
Sergen Yalçın (1992, 1995, 2003 Beşiktaş Istanbul – 2021/Beşiktaş Istanbul)

### Vereine
Das torreichste SpielFenerbahçe Istanbul (8:4, gegen Gaziantepspor am 16. Mai 1992)
Höchster Sieg in einem SpielBeşiktaş Istanbul (10:0, gegen Adana Demirspor am 15. Oktober 1989)
Höchster AuswärtssiegMKE Ankaragücü – Galatasaray Istanbul am 30. Mai 1993 (0:8)
Die meisten Elfmeter für ein Team innerhalb eines SpielesFenerbahçe Istanbul (vier Elfmeter, gegen Eskişehirspor am 1. Februar 1987. Alle Elfmeter für Fenerbahçe und jeder wurde von Zafer Tüzün ausgeführt und verwandelt (Endstand: 4:1)).
Die meisten rote Karten für ein Team innerhalb eines SpielesBeşiktaş Istanbul (fünf rote Karten, am 25. Januar 2004 gegen Samsunspor)
Die längste Zeit ohne NiederlageBeşiktaş Istanbul, 48 Spiele (vom 26. Spieltag 1990/91 bis zum 13. Spieltag 1992/93)
Die meisten Torschützenkönige aus einer MannschaftGalatasaray Istanbul, 18 Spieler
Die meisten Tore einer Spielzeit1.062  in 380 Spielen (2023/24, im Schnitt 2,79 pro Spiel)
Die wenigsten Tore einer Spielzeit405 in 240 Spielen (1973/74, im Schnitt 1,69 pro Spiel)
Die meisten Tore an einem Spieltag43 Tore (8. Spieltag 1995/96 und 30. Spieltag 1997/98)
Die wenigsten Tore an einem Spieltag4 Tore (29. Spieltag 1981/82)
Die meisten Siege hintereinanderGalatasaray Istanbul, 17 Spieltage (2023/24 vom 19. bis 36. Spieltag)
Die meisten Niederlagen hintereinanderZeytinburnuspor, 10 Spieltage (1996/97 vom 25. bis 34. Spieltag)
Die meisten Auswärtssiege in FolgeGalatasaray Istanbul, 17 Siege (2023/24 vom 21. Spieltag bis zum 19. Spieltag der Saison 2024/25)
Die längste Zeit ohne SiegeAdana Demirspor, 29 Spieltage (1994/95, vom 6. bis 34. Spieltag)
Die längste Serie ohne AuswärtsniederlageGalatasaray Istanbul, 40 Spiele (1997/98 vom 19. Spieltag bis zum 31. Spieltag der Saison 1999/2000)
Die Saison ohne Niederlagen abgeschlossenGalatasaray Istanbul (1985/86), Beşiktaş Istanbul (1991/92) (Beşiktaş Istanbul wurde in dieser Saison Meister, Galatasaray gelang dies nicht)
Die meisten Siege in einer SaisonGalatasaray Istanbul (2023/24), 33 Siege
Die wenigsten Siege in einer SaisonDiyarbakırspor (1981/82), Konyaspor (1992/93), Zeytinburnuspor (1996/97), Adanaspor (2000/01), MKE Ankaragücü (2011/12) (alle zwei Siege)
Die torärmsten MannschaftenSamsunspor (1971/72) und Beşiktaş Istanbul (1972/73), jeweils 14 Tore
Die wenigsten GegentoreFenerbahçe Istanbul, 6 Gegentore (1969/70)
Die meisten GegentoreAdanaspor, 91 Gegentore (2000/01)
Die meisten unentschieden gespielten SpieleMKE Ankaragücü, 18 Unentschieden (1982/83)
Die beste TordifferenzFenerbahçe Istanbul, +76 (1988/89)
Die schlechteste TordifferenzZeytinburnuspor, −60 (1996/97)
Alle Heimspiele in einer Spielzeit gewonnenFenerbahçe Istanbul, (2000/01), Galatasaray Istanbul (2001/02)
Höchste Punktzahl in einer SpielzeitGalatasaray Istanbul (Drei-Punkte-Regel): 102 (2023/24)
Niedrigste Punktzahl in einer SpielzeitZeytinburnuspor (Drei-Punkte-Regel): 11 (1996/97)

### Meisterrekorde
Der RekordmeisterGalatasaray Istanbul (25 Titel)
Meister mit den meisten Meisterschaften in FolgeGalatasaray Istanbul (4-mal in Folge von 1996/97 bis 1999/2000)
Der größte Punktevorsprung eines Meisters vor dem VizemeisterGalatasaray Istanbul mit 12 Punkten (Drei-Punkte-Regel) vor Beşiktaş Istanbul (1987/88)
Der früheste MeisterFenerbahçe Istanbul (1969/70), drei Spieltage vor Saisonende (Zwei-Punkte-Regel)
Fenerbahçe Istanbul (2013/14), drei Spieltage vor Saisonende (Drei-Punkte-Regel)
Meister mit den meisten PunktenGalatasaray Istanbul (2023/24), 102
Meister mit dem höchsten PunktedurchschnittGalatasaray Istanbul (2023/24), 2,68
Meister mit den meisten SiegenGalatasaray Istanbul (2023/24), 33
Meister mit den meisten NiederlagenBeşiktaş Istanbul (2020/21), 8
Meister mit den wenigsten NiederlagenBeşiktaş Istanbul (1991/92), 0
Meister mit den wenigsten TorenTrabzonspor (1979/80), 25
Meister mit den meisten GegentorenBeşiktaş Istanbul (2020/21), 44
Meister mit den wenigsten GegentorenFenerbahçe Istanbul (1969/70), 6
Meister mit den wenigsten PunktenTrabzonspor (1979/80, 1980/81), 39 (Zwei-Punkte-Regel)
Galatasaray Istanbul (2018/19), 69 (Drei-Punkte-Regel)
Istanbul Başakşehir FK (2019/2020), 69 (Drei-Punkte-Regel)
Stand: Saisonende 2024/25

### Sonstiges
Höchste Zuschauerzahl
Beşiktaş Istanbul gegen Galatasaray Istanbul 76.127 Zuschauer im Atatürk-Olympiastadion (2013/14)
Die meisten verkauften Dauerkarten
Galatasaray Istanbul, 47.200 Karten (2012/13)
Die meisten Mannschaften einer Stadt
Istanbul, 17 Teams
| Rang | Spieler           | abgebender Verein    | aufnehmender Verein    | Ablösesumme (in Mio. €)    | Jahr |
| ---- | ----------------- | -------------------- | ---------------------- | -------------------------- | ---- |
| 01.  | Victor Osimhen    | SSC Neapel           | Galatasaray Istanbul   | 75,0                       | 2025 |
| 02.  | Sacha Boey        | Galatasaray Istanbul | FC Bayern München      | 30,0 +5 (Bonuszahlung)     | 2024 |
| 2    | Ferdi Kadıoğlu    | Fenerbahçe Istanbul  | Brighton & Hove Albion | 30,0 +5 (Bonuszahlung)     | 2024 |
| 04.  | Cenk Tosun        | Beşiktaş Istanbul    | FC Everton             | 22,0 +2 (Bonuszahlung)     | 2018 |
| 05.  | Elvir Baljić      | Fenerbahçe Istanbul  | Real Madrid            | 21,0                       | 1999 |
| 06.  | Gedson Fernandes  | Beşiktaş Istanbul    | Spartak Moskau         | 20,78 +7,27 (Bonuszahlung) | 2025 |
| 07.  | Arda Güler        | Fenerbahçe Istanbul  | Real Madrid            | 20,0 +10 (Bonuszahlung)    | 2023 |
| 08.  | Rômulo Cardoso    | Göztepe Izmir        | RB Leipzig             | 20,0 +5,0 (Bonuszahlung)   | 2025 |
| 09.  | Youssef En-Nesyri | FC Sevilla           | Fenerbahçe Istanbul    | 19,5                       | 2024 |
| 10.  | Kim Min-jae       | Fenerbahçe Istanbul  | SSC Neapel             | 18,05                      | 2022 |
| 11.  | Gabriel Sara      | Norwich City         | Galatasaray Istanbul   | 18,0                       | 2024 |